# Rookie of the Month
Rookie of the Month è un termine gergale usato nello sport statunitense, che significa letteralmente "matricola del mese".
Nella leghe professionistiche è il premio che viene dato mensilmente al miglior giocatore fra quelli al primo anno di militanza nella lega, indipendentemente dall'età del giocatore stesso.
Nella stagione 2006/2007 della NBA Andrea Bargnani è stato il primo giocatore italiano a ricevere tale riconoscimento.